# Austrotaxus spicata
Austrotaxus spicata ist die einzige Pflanzenart der monotypischen Gattung Austrotaxus innerhalb der Familie der Eibengewächse (Taxaceae). Sie ist auf der Pazifikinsel Neukaledonien endemisch.

## Beschreibung

### Vegetative Merkmale
Austrotaxus spicata wächst als immergrüner Baum, der Wuchshöhen von 3 bis 25 Meter erreichen kann. Die Baumkrone ist stets dicht verzweigt; bei „Freiraum“ besitzt sie bei geringerer Wuchshöhe einen dichten, buschigen Habitus. Die rötlich-braune Borke ist faserig und blättert in kurzen Bändern oder Schuppen ab.
Die spiralig um den Zweig angeordneten Blätter sind bis zu 8 Millimeter lang gestielt. Die dunkelgrünen Blätter sind bei einer Länge von bis zu 17 Zentimeter und einer Breite von etwa 0,8 Zentimeter eine lineal-lanzettlich mit einer scharfen Spitze. Die Blattränder sind etwas eingerollt. Auf der Blattoberseite ist die Mittelrippe deutlich als Furche erkennbar. Juvenile Blätter unterscheiden sich kaum von adulten, mit zunehmendem Alter werden sie allerdings etwas kürzer und schmäler. Die Stomatabänder auf den Blattunterseiten sind unscheinbar blassgrün.

### Generative Merkmale
Austrotaxus spicata ist eine zweihäusig getrenntgeschlechtige (Diözie) Pflanze, männliche und weibliche Zapfen befinden sich folglich auf getrennten Individuen.
Die männlichen Zapfen sind seitenständig und bei einer Länge von 10 bis 15 Millimeter ährig. Sie enthalten 1,5 Millimeter lange, sich an der Basis überlappende Schuppen, die einen bis fünf Microsporophylle mit je zwei bis vier Pollensäcken (Sporangien) beinhalten.
Die weiblichen Zapfen sind vor der Anthese den männlichen recht ähnlich. Sie befinden sich endständig an kurzen Zweigen. Einzelne, reife Samen sind fast vollständig von einem Orange gefärbten Arillus umgeben und haben somit ein steinfruchtartiges Erscheinungsbild. Der Samenzapfen ist 20 bis 30 Millimeter groß. Der Samen ist bei einer Länge von 15 Millimeter und einem Durchmesser von etwa 6 bis 7 Millimeter rundlich.

## Vorkommen, Gefährdung und Nutzung
Mit der auch auf Sulawesi (Celebes) am Äquator vorkommenden Chinesischen Eibe (Taxus sumatrana) ist Austrotaxus spicata die zweite auf der Südhalbkugel heimische Art der Eibengewächse (Taxaceae).
Austrotaxus spicata ist endemisch im nördlichen und mittleren Teil der Insel Neukaledonien, aus unbekannten Gründen fehlt sie im Süden. Sie wächst dort als Schattenpflanze zerstreut in feuchten Tropenwäldern auf Höhenlagen zwischen 300 und 1350 Meter bei meist über 4000 Millimeter Niederschlag im Jahr. Die bewachsenen Böden sind über Serpentin entstanden und eher sauer.
Austrotaxus spicata wird in der Roten Liste der gefährdeten Arten der IUCN als „Near Threatened“ = „gering gefährdet“ geführt. Im Bericht der IUCN steht: Austrotaxus spicata gedeiht in den Bergen im Zentrum und im Nordosten der Hauptinsel Neukaledoniens in Höhenlagen zwischen 400 und 1350 Meter. In allen Populationen schätzt man weniger als 10000 Exemplare. Die einzelnen Populationen sind klein, mit meist weniger als 100 ausgewachsenen Exemplaren. Falls es zu mehr Buschfeuern kommen sollte, kann es in der nahen Zukunft zum Erlöschen einzelner Populationen kommen. Da Austrotaxus spicata ein Element des Berg-Regenwaldes ist, kann der Klimawandel diese Art in naher Zukunft gefährden. Ein Monitoring über Habitatverlust und -degradierung ist erforderlich. Derzeit (Erhebungszeitpunkt 2010) werden allerdings die Bestände als stabil betrachtet.
Kultiviert wird diese Art im Osten Australiens, Neuseeland und auf Hawaii; in den Gemäßigten Breiten ist Austrotaxus spicata nicht winterhart.

## Taxonomie
Die Erstbeschreibung dieser Art erfolgte 1825 unter dem Namen Podocarpus spicatus durch Robert Brown in Charles François Brisseau de Mirbel: Memoirs du Museum d'Histoire Naturelle, Paris, 13, S. 75. Ein Homonym für Podocarpus spicatus R.Br. ist Podocarpus spicatus Poepp. (veröffentlicht in Eduard Friedrich Poeppig: Nova Genera ac Species Plantarum, 3, 1841, S. 18, Tafel 26). Die Gattung Austrotaxus wurde 1922 durch Robert Harold Compton in Journal of the Linnean Society - Botany, Volume 45, S. 427 mit der Art Austrotaxus spicata (R.Br.) Compton aufgestellt.
Der Gattungsname Austrotaxus setzt sich zusammen aus der Vorsilbe „Austro-“, die so viel wie „südlich“ oder „auf der Südhalbkugel befindlich“ bedeutet, und dem botanischen Namen der Eiben: Taxus. Das Artepitheton spicata bedeutet „ährig“ (lateinisch spica für die Ähre).